# Корансез
Корансез (фр. Corancez) насеље је и општина у централној Француској у региону Центар (регион), у департману Ер и Лоар која припада префектури Шартр.
По подацима из 2011. године у општини је живело 396 становника, а густина насељености је износила 58,24 становника/km². Општина се простире на површини од 6,8 km². Налази се на средњој надморској висини од 140 метара (максималној 152 m, а минималној 133 m).

## Демографија
| 1962. | 1968. | 1975. | 1982. | 1990. | 1999. | 2011. |
| ----- | ----- | ----- | ----- | ----- | ----- | ----- |
| 120   | 141   | 167   | 385   | 420   | 458   | 396   |

График промене броја становника у току последњих година